# Ferro Tontini
Ferro Tontini (Anzio, 14 agosto 1969) è un ex calciatore italiano, di ruolo portiere.

## Carriera
Cresciuto nella Roma, ha esordito coi giallorossi in Serie A durante la stagione 1989-1990, precisamente il 25 marzo 1990 in Roma-Verona (5-2).
Nella stagione 1990-1991 si trasferisce al Cosenza, con cui disputa le prime 5 presenze in Serie B.
Tornato alla Roma per la stagione 1991-1992, non scende in campo e l'annata successiva si trasferisce al Catania, in Serie C1.
Per la stagione 1993-1994 disputa una stagione in Serie B con il Modena, collezionando 32 apparizioni.
Reiserito nella rosa della Roma per la stagione 1994-1995, nel mese di dicembre passa alla Lucchese, con cui disputa 10 partite nella serie cadetta per un totale di carriera che ammonta a 47 presenze in Serie B.